# Thaumatopsis pectinifer
Thaumatopsis pectinifer là một loài bướm đêm trong họ Crambidae.